# 2 de janeiro
2 de janeiro é o 2.º dia do ano no calendário gregoriano. Faltam 363 dias para acabar o ano (364 em anos bissextos).

## Eventos históricos

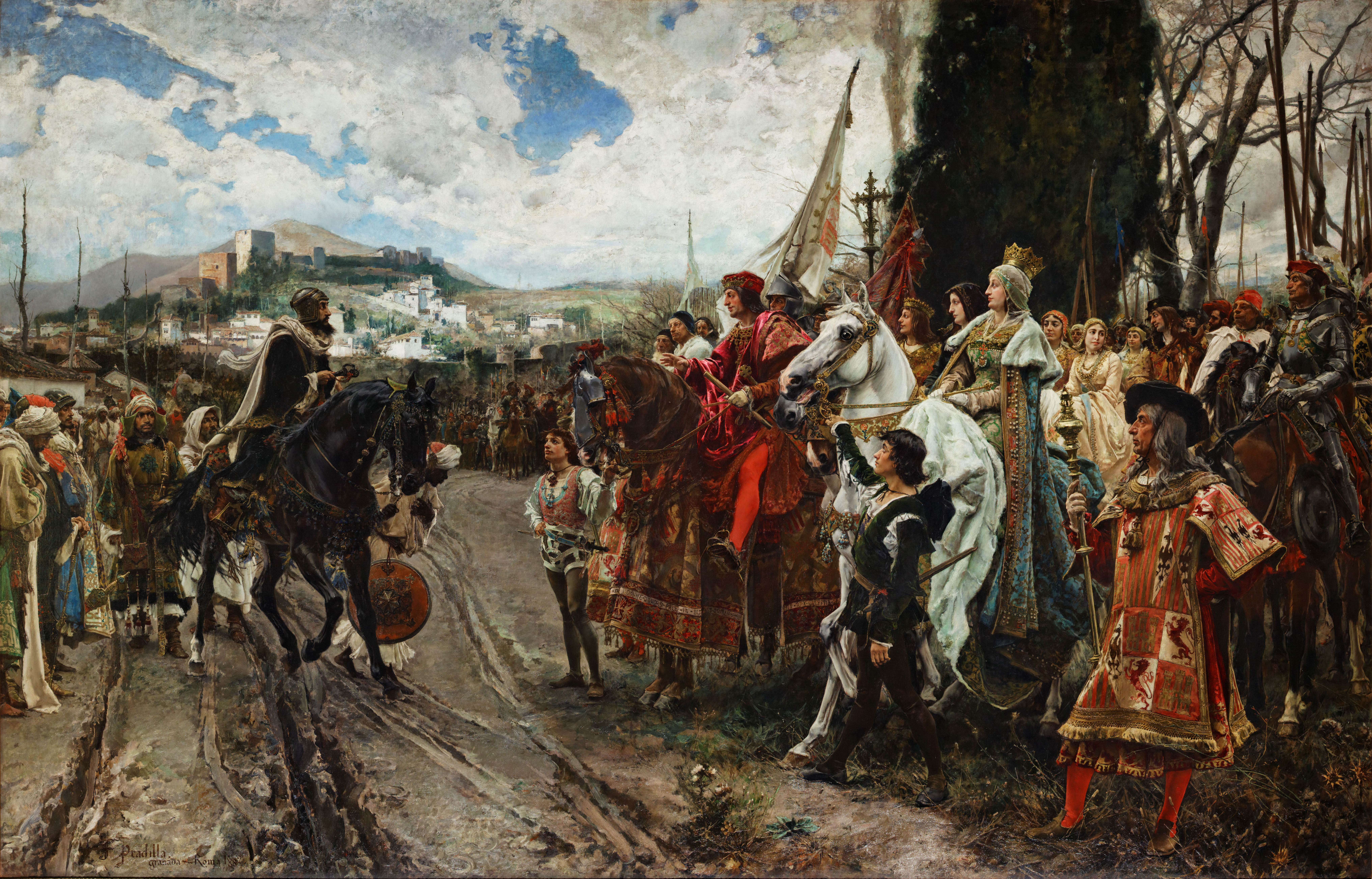
1492: Rendição de Granada

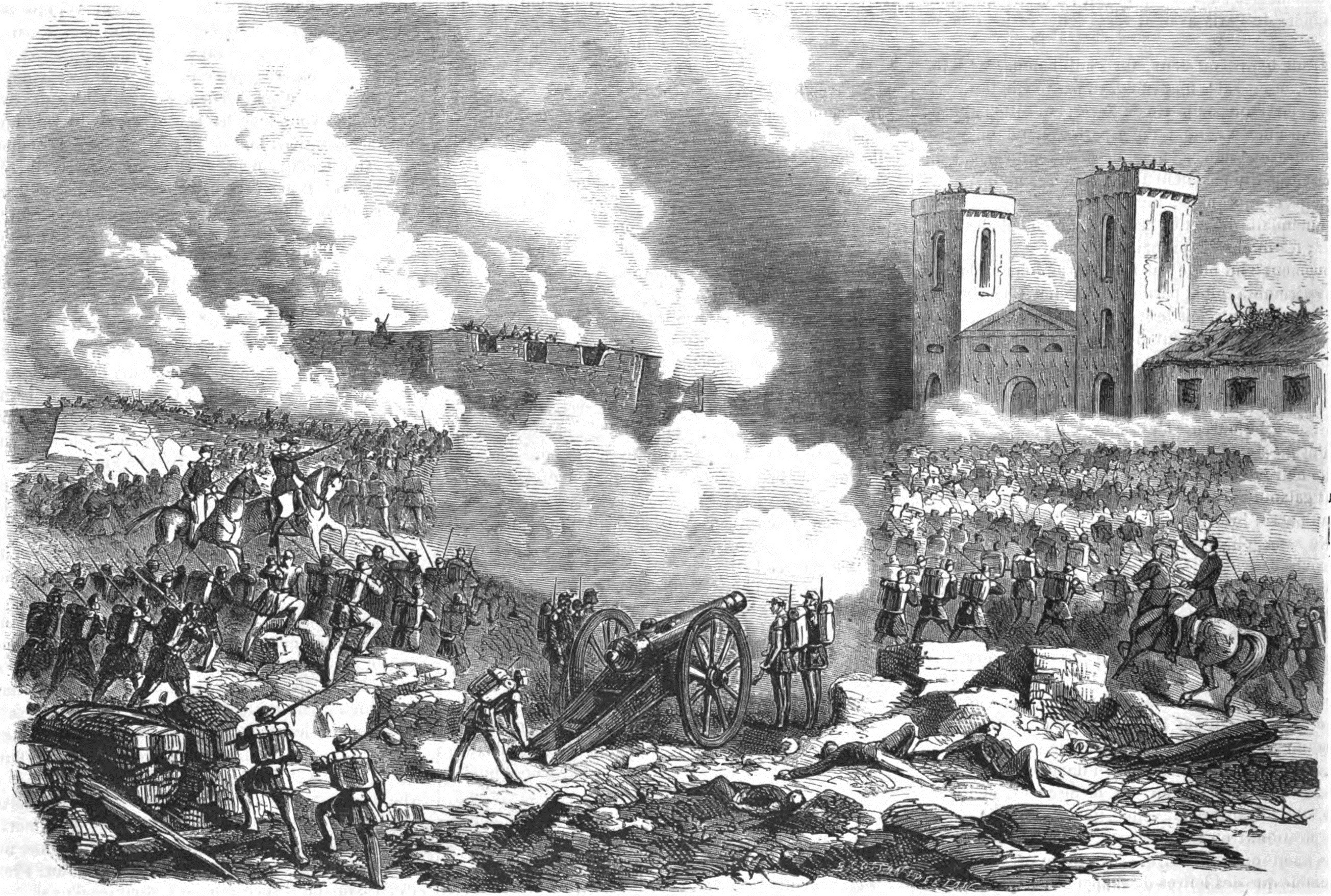
1865: Guerra do Uruguai: término do Cerco de Paysandú

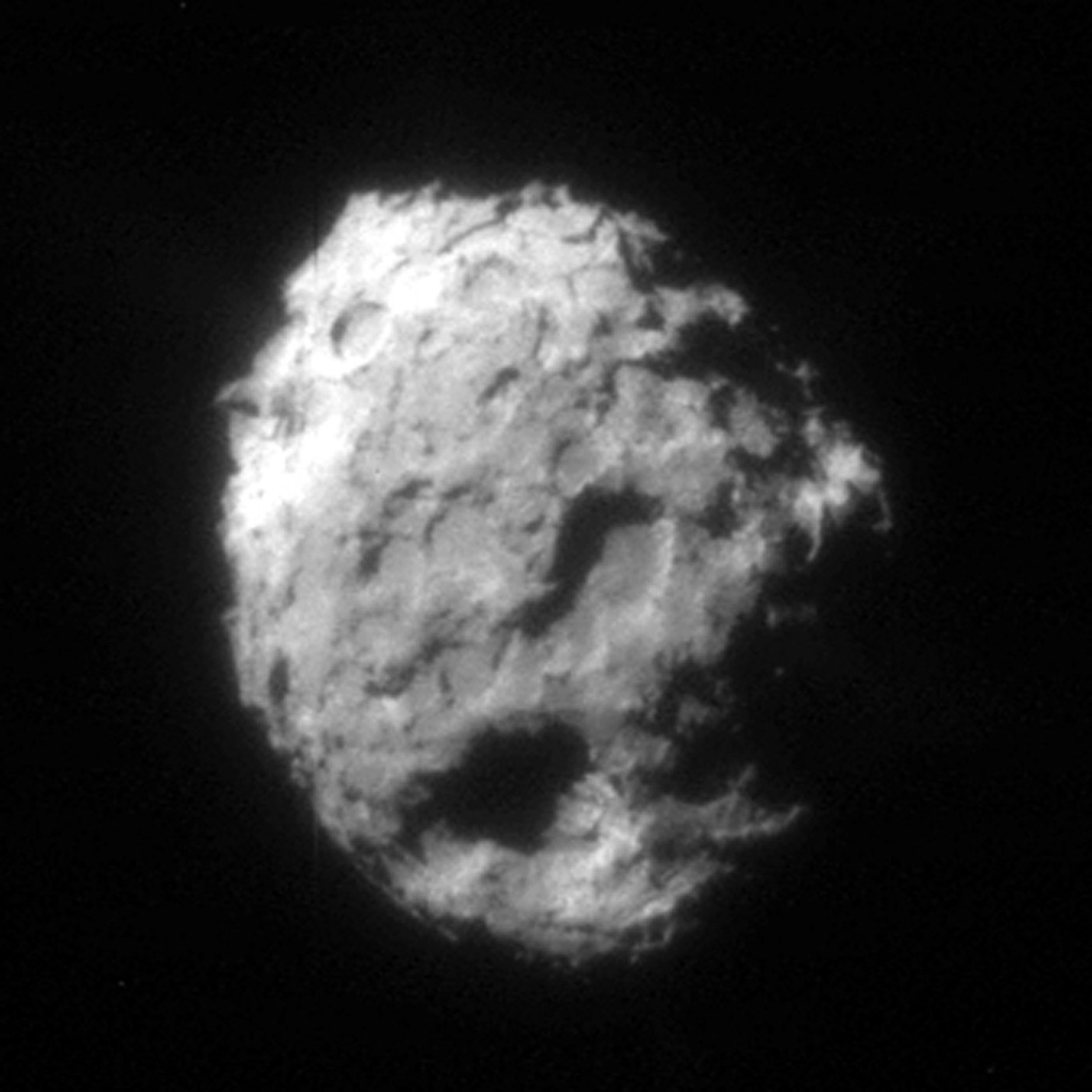
2004: Stardust aproxima-se do cometa Wild 2

### Anteriores ao século XIX
- 0069 — Legiões romanas na Germânia Superior recusam-se a jurar lealdade a Galba. Eles se rebelam e proclamam Vitélio como imperador.
- 0366 — Alamanos em grande número atravessam o rio Reno congelado e invadem o Império Romano.
- 0533 — Mercúrio é proclamado Papa da Igreja Católica Apostólica Romana. Como seu nome evocava um deus pagão, este torna-se o primeiro a trocar de nome para o papado, adotando João II.
- 1492 — Reconquista: o Reino Nacérida de Granada, a última fortaleza mourisca da Espanha, se rende.
- 1777 — Guerra de Independência dos Estados Unidos: forças rebeldes estadunidenses sob o comando de George Washington repelem um ataque da metrópole britânica na Batalha do Assunpink Creek perto de Trenton, Nova Jérsei.

### Século XIX
- 1811 — Guerra Peninsular: fim do Cerco de Tortosa.
- 1838 — Império do Brasil: O Arquivo Público Nacional é instituído no Rio de Janeiro.
- 1865 — Guerra do Uruguai: o Cerco de Paysandú termina quando brasileiros e uruguaios colorados capturam Paysandú, Uruguai.
- 1884 — Fundada a Federação Espírita Brasileira na cidade do Rio de Janeiro.

### Século XX
- 1900 — Anúncio da Política de portas abertas pelo estadista estadunidense e diplomata John Hay para promover o comércio com a China.
- 1905 — Guerra Russo-Japonesa: a guarnição russa se rende em Port Arthur, China.
- 1920 — O Departamento de Justiça dos Estados Unidos, sob a administração do presidente Woodrow Wilson, ordena a captura e prisão de suspeitos de socialismo, o que resulta na prisão de 6 000 supostos comunistas e anarquistas sem julgamento.[1]
- 1921 – Estreia mundial da peça de ficção científica R.U.R., do escritor tcheco Karel Čapek em um teatro em Hradec Králové. A peça foi responsável por popularizar a palavra robô em diversos idiomas.[2]
- 1942 — Segunda Guerra Mundial: Manila, capital das Filipinas, na época um território dos Estados Unidos, é capturada pelas forças japonesas.
- 1945 — Segunda Guerra Mundial: Nuremberg, Alemanha, é severamente bombardeada pelas forças aliadas.
- 1953 — Inaugurada a Base Aérea de Montijo junto ao rio Tejo, Portugal.
- 1955 — Após o assassinato do presidente panamenho José Antonio Remón Cantera, seu vice, José Ramón Guizado, assume o poder, mas é rapidamente deposto após ser descoberto seu envolvimento na morte de Cantera.[3]
- 1959 — Luna 1, a primeira sonda espacial a chegar perto da Lua com sucesso, é lançada pela União Soviética.
- 1963 — Guerra do Vietnã: os vietcongues conquistam sua primeira grande vitória, na Batalha de Ap Bac.
- 1974 — O presidente dos Estados Unidos, Richard Nixon, assina um projeto de lei que reduz o limite máximo de velocidade dos EUA para 88,514 km/h, a fim de economizar gasolina durante um embargo da OPEP.
- 1991 — Criação do Parque Estadual da Pedra Azul no Espírito Santo, Brasil.

### Século XXI
- 2004 — A sonda Stardust da NASA se aproxima do cometa Wild 2 para coletar amostras de poeira e obter fotos detalhadas do seu núcleo gelado.
- 2016 — Arábia Saudita executa Nimr al-Nimr por seu papel nos protestos de 2011-12.
- 2020 — Bombardeio aéreo dos Estados Unidos em Bagdá, Iraque, mata general iraniano Qasem Soleimani e Abu Mahdi al-Muhandis, comandante iraquiano.
- 2022
  - Abdalla Hamdok renuncia o cargo de Primeiro-Ministro do Sudão, em um discurso em rede de comunicação aberta.[4]
  - Protestos no Cazaquistão eclodem depois de um corte dos subsídios sobre derivados de petróleo. Nos confrontos morrem mais de 200 pessoas, ficam feridas mais de mil e vários milhares são presas.[5]
  - Fortes chuvas causam inundações na Indonésia e Malásia, atingindo a ilha de Sumatra, na Indonésia, principalmente as províncias de Achém e Jambi, onde mais de 30 000 pessoas foram deslocadas; e pelo menos duas crianças morreram até o momento. Na Malásia, as chuvas também forçaram pelo menos 13 000 pessoas a buscarem abrigos, com relatos de pelo menos 50 mortes, atingindo principalmente os estados de Selangor, Johor e Malaca.

## Nascimentos

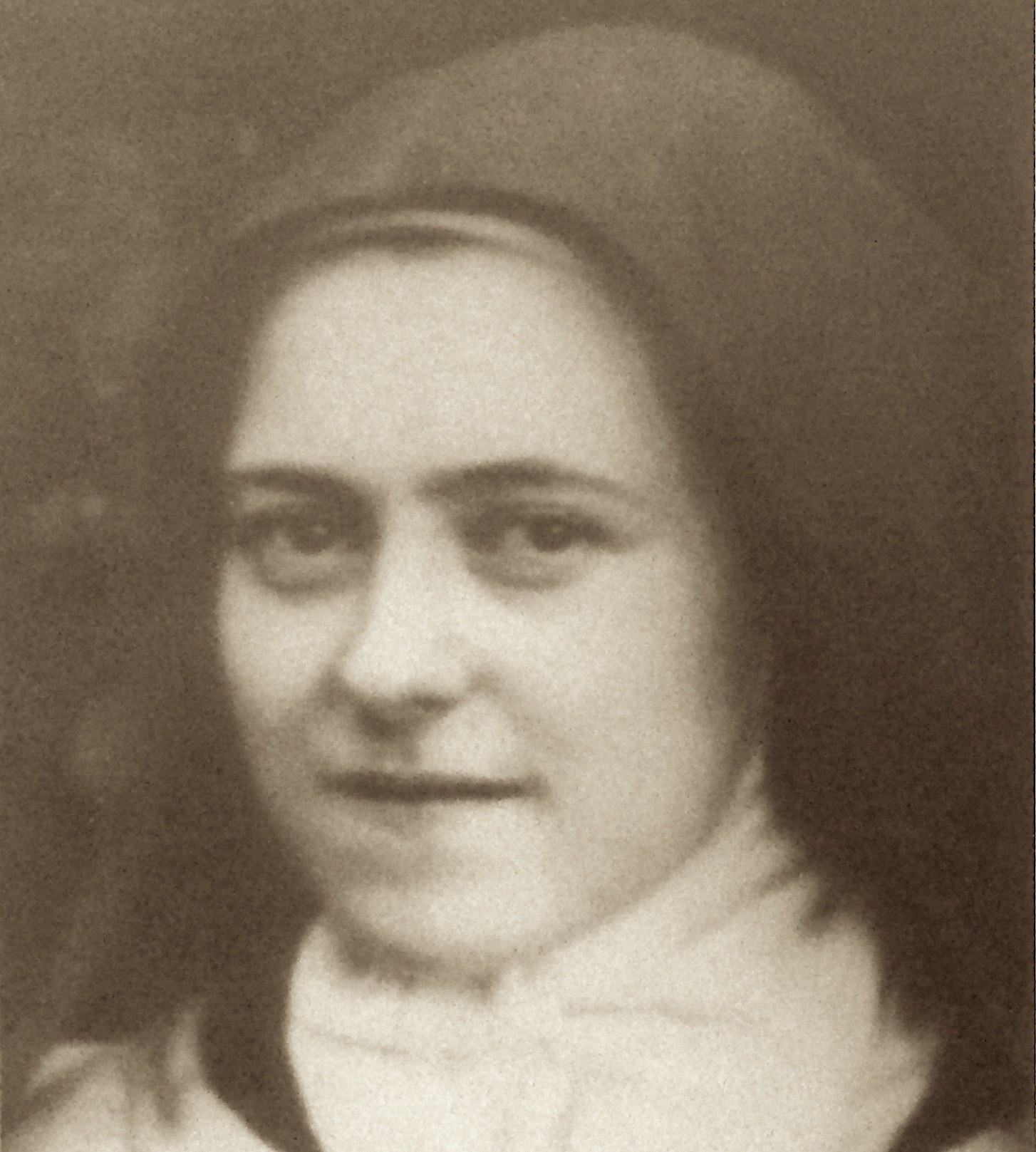
Santa Teresinha do Menino Jesus

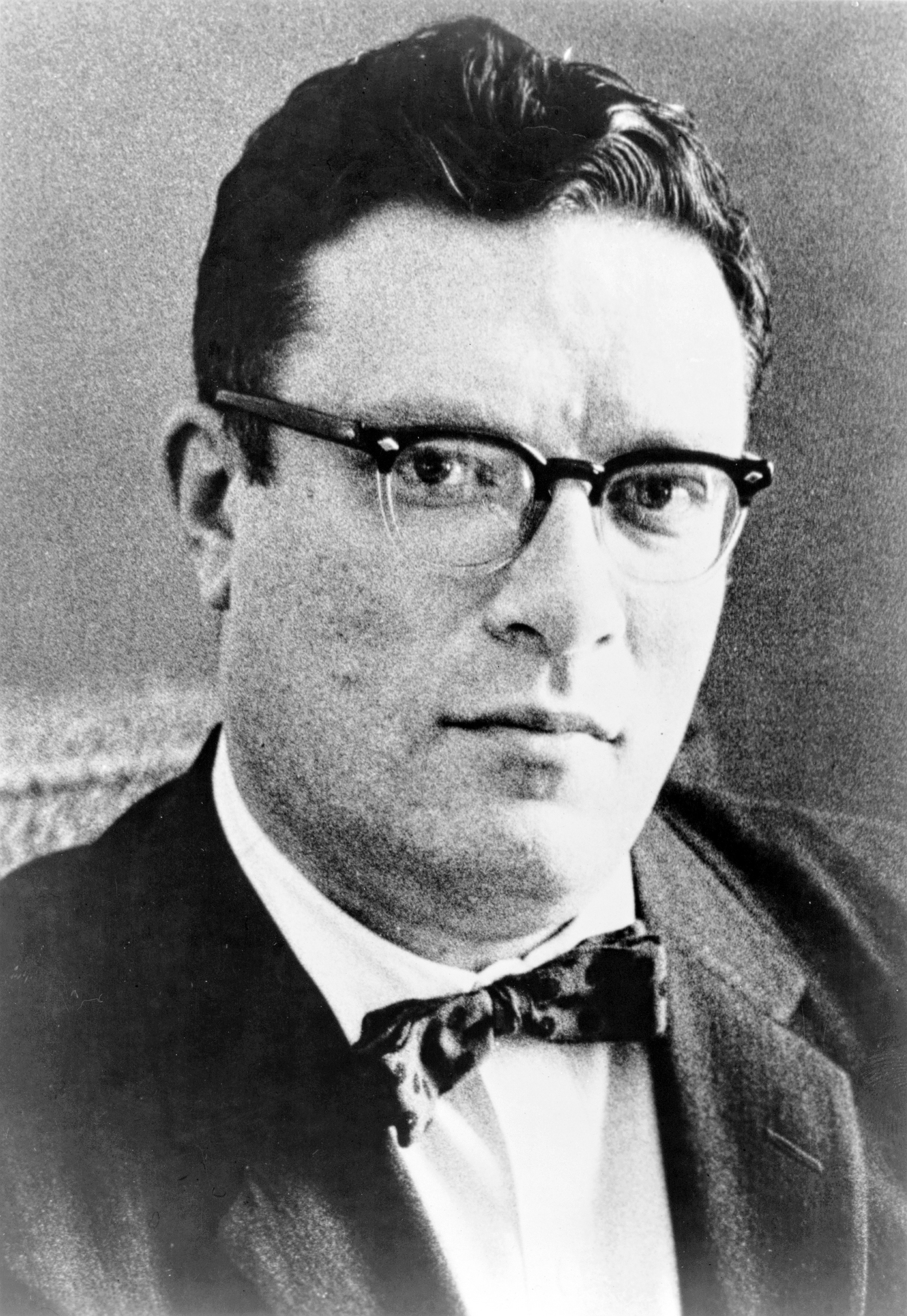
Isaac Asimov

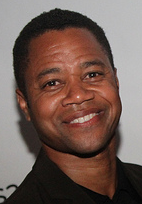
Cuba Gooding Jr

### Anteriores ao século XIX
- 0869 — Yozei, imperador japonês (m. 949).
- 0966 — Beatriz da Suábia, rainha da Borgonha e Itália (m. 907).
- 1462 — Piero di Cosimo, pintor italiano (m. 1522).
- 1403 — Basílio Bessarion, patriarca latino de Constantinopla (m. 1472).
- 1642 — Maomé IV, o Caçador, sultão otomano (m. 1693).
- 1647 — Nathaniel Bacon, líder rebelde anglo-estadunidense (m. 1676).
- 1699 — Osmã III, sultão otomano (m. 1757).
- 1765 — Charles Hatchett, químico inglês (m. 1847).

### Século XIX
- 1822 — Rudolf Clausius, físico e matemático polonês-alemão (m. 1888).
- 1823 — Théodore Deck, ceramista francês (m. 1891).
- 1836 — Mendele Moicher Sforim, escritor russo (m. 1917).
- 1837 — Mily Balakirev, pianista e compositor russo (m. 1910).
- 1855 — Urbano Duarte de Oliveira, militar, jornalista, e dramaturgo brasileiro (m. 1902).
- 1866 — Gilbert Murray, dramaturgo e estudioso anglo-australiano (m. 1957).
- 1870 — Ernst Barlach, escultor e dramaturgo alemão (m. 1938).
- 1873
  - Anton Pannekoek, astrônomo e teórico marxista neerlandês (m. 1960).
  - Teresa de Lisieux, santa católica francesa (m. 1897).
- 1884 — Oscar Micheaux, autor, diretor de cinema e produtor estadunidense (m. 1951).
- 1885 — Anna Hübler, patinadora artística alemã (m. 1976).
- 1886 — Apsley Cherry-Garrard, explorador e escritor britânico (m. 1959).
- 1892 — Seiichiro Kashio, tenista japonês (m. 1962).
- 1895 — Folke Bernadotte, diplomata sueco (m. 1948).
- 1896
  - Dziga Vertov, diretor e roteirista polonês-russo (m. 1954).
  - Lawrence Wackett, comandante e engenheiro australiano (m. 1982).
- 1898 — Jaime Hilário, santo católico espanhol (m. 1937).

### Século XX

#### 1901–1950
- 1902 — Lindolfo Monteverde, compositor brasileiro (m. 1970).
- 1904 — Walter Heitler, físico e químico alemão (m. 1981).
- 1905
  - Luigi Zampa, diretor e roteirista italiano (m. 1991).
  - Michael Tippett, compositor e maestro britânico (m. 1998).
- 1909 — Barry Goldwater, político, empresário e escritor estadunidense (m. 1998).
- 1913 — Anna Lee, atriz anglo-estadunidense (m. 2004).
- 1918 — Willi Graf, médico e ativista alemão (m. 1943).
- 1920 — Isaac Asimov, escritor e bioquímico russo (m. 1992).
- 1928
  - Daisaku Ikeda, escritor, filósofo e poeta japonês. (m. 2023).
  - Zé Béttio, radialista brasileiro (m. 2018).
- 1929 — Tellervo Koivisto, política finlandesa
- 1931
  - Henrique Mendes, apresentador de televisão e ator português (m. 2004).
  - Toshiki Kaifu, advogado e político japonês (m. 2022).
- 1936 — Roger Miller, cantor, compositor, músico e ator estadunidense (m. 1992).
- 1938
  - David Bailey, fotógrafo e pintor britânico.
  - Ferreira Neto, jornalista brasileiro (m. 2002).
  - Lynn Conway, cientista da computação e engenheira elétrico estadunidense (m. 2024).
  - Robert Smithson, escultor e fotógrafo estadunidense (m. 1973).
  - Hans Herbjørnsrud, escritor norueguês. (m. 2023).
- 1939 — José Vera Jardim, político português.
- 1942
  - Dennis Hastert, educador e político estadunidense.
  - Marv Fleming, ex-jogador de futebol americano estadunidense.
- 1943 — Barış Manço, cantor, compositor, ator e produtor televisivo turco (m. 1999).
- 1947 — Calvin Hill, ex-jogador de futebol americano estadunidense.
- 1949 — Iris Marion Young, cientista política e acadêmica estadunidense (m. 2006).
- 1950 — Débora Duarte, atriz e poetisa brasileira.

#### 1951–2000
- 1951
  - Lula Ferreira, técnico de basquete brasileiro.
  - Waldir Peres, ex-futebolista brasileiro (m. 2017).
- 1952 — Elvira Saadi, ex-ginasta uzbeque.
- 1957 — Beppe Gabbiani, automobilista italiano.
- 1960 — Naoki Urasawa, mangaká japonês.
- 1961 — Gabrielle Carteris, atriz estadunidense.
- 1963
  - David Cone, jogador de beisebol e locutor esportivo estadunidense.
  - Edgar Martínez, jogador de beisebol estadunidense.
- 1964
  - Pernell Whitaker, boxeador estadunidense (m. 2019).
  - Wolfgang de Beer, futebolista alemão (m. 2024).
- 1967
  - François Pienaar, jogador de rúgbi sul-africano.
  - Tia Carrere, atriz estadunidense.
  - Basile Boli, ex-futebolista francês.
- 1968
  - Anky van Grunsven, campeã de adestramento neerlandesa.
  - Cuba Gooding Jr., ator e produtor estadunidense.
- 1969
  - Christy Turlington, modelo estadunidense.
  - István Bagyula, atleta do salto com vara húngaro.
  - Domingos Paciência, ex-futebolista e treinador de futebol português.
  - Robby Gordon, automobilista estadunidense.
- 1970 — Oksana Omelianchik, ex-ginasta russa.
- 1971 — Taye Diggs, ator e cantor estadunidense.
- 1972 — Rita Guedes, atriz brasileira.
- 1973 — Sérgio Baresi, ex-futebolista e treinador brasileiro de futebol.
- 1974 — Tomáš Řepka, futebolista tcheco.
- 1975 — Douglas Robb, cantor e músico estadunidense.
- 1976
  - Danilo Di Luca, ciclista italiano.
  - Paz Vega, atriz espanhola.
- 1977 — Stefan Koubek, tenista austríaco.
- 1978 — Kjartan Sveinsson, instrumentista islandês.
- 1979 — Jonathan Greening, futebolista britânico.
- 1981
  - Maxi Rodríguez, futebolista argentino.
  - Kirk Hinrich, jogador de basquete estadunidense.
  - Danielle Souza, modelo, empresária e youtuber brasileira.
- 1982
  - Juan Carlos Mariño, futebolista peruano.
  - Ozéia, futebolista brasileiro.
- 1983
  - Kate Bosworth, atriz estadunidense.
  - Jefferson, ex-futebolista brasileiro.
- 1984
  - Kristen Hager, atriz canadense.
  - Gabriela Durlo, atriz brasileira.
- 1985 — Ivan Dodig, tenista croata.
- 1986
  - Igor Marenić, velejador croata.
  - Gustavo Bonatto, voleibolista brasileiro.
- 1987 — Shelley Hennig, atriz e modelo estadunidense.
- 1988
  - Germán Cano, futebolista argentino.
  - Jonny Evans, ex-futebolista norte-irlandês.
- 1990 — Maurício Alves, futebolista brasileiro (m. 2014).
- 1991 — Ben Hardy, ator inglês.
- 1992 — Paulo Gazzaniga, futebolista argentino.
- 1997 — Carlos Soler, futebolista espanhol.
- 1998 — Timothy Fosu-Mensah, futebolista neerlandês.
- 2000 — Marcus Bessa, ator, modelo e cantor brasileiro.

### Século XXI
- 2001 — Newton Williams, futebolista panamenho.

## Mortes

### Anteriores ao século XIX
- 1096 — Guilherme de Saint-Calais, bispo de Durham (n. 1030).
- 1169 — Bertrando de Blanchefort, sexto Grão-Mestre dos Cavaleiros Templários (n. 1109).
- 1184 — Teodora Comnena, Duquesa da Áustria (n. ?).
- 1512 — Svante Nilsson, político sueco (n. 1460).
- 1514 — William Smyth, bispo e acadêmico inglês (n. 1460).
- 1554 — João Manuel, Príncipe de Portugal (n. 1537).
- 1726 — Domenico Zipoli, organista e compositor italiano (n. 1688).

### Século XIX
- 1801 — Johann Kaspar Lavater, filósofo, poeta e teólogo suíço (n. 1741).
- 1850 — Manuel de la Peña y Peña, político mexicano (n. 1789).
- 1861 — Frederico Guilherme IV da Prússia (n. 1795).
- 1886 — Emílio Mallet, militar brasileiro (n. 1801).
- 1892 — George Biddell Airy, matemático e astrônomo britânico (n. 1801).

### Século XX
- 1904 — James Longstreet, general e diplomata estadunidense (n. 1821).
- 1913 — Léon Teisserenc de Bort, meteorologista francês (n. 1855).
- 1915 — Karl Goldmark, violinista e compositor húngaro (n. 1830).
- 1917
  - Léon Flameng, ciclista francês (n. 1877).
  - Edward Burnett Tylor, antropólogo britânico (n. 1832).
- 1920 — Paul Adam, escritor francês (n. 1862).
- 1924 — Sabine Baring-Gould, escritor e estudioso britânico (n. 1834).
- 1939 — Roman Dmowski, político polonês (n. 1864).
- 1953 — Guccio Gucci, empresário e estilista italiano (n. 1881).
- 1960 — Fausto Coppi, ciclista italiano (n. 1919).
- 1963
  - Dick Powell, ator, cantor e diretor estadunidense (n. 1904).
  - Jack Carson, ator canadense-estadunidense (n. 1910).
- 1974 — Tex Ritter, ator estadunidense (n. 1905).
- 1975 — Siraj Sikder, líder revolucionário de Bangladesh (n. 1944).
- 1986 — Una Merkel, atriz estadunidense (n. 1903).
- 1990 — Alan Hale Jr., ator estadunidense (n. 1921).
- 1991 — Pierina Gilli, enfermeira e visionária católica italiana (n. 1911).
- 1994
  - Dixy Lee Ray, bióloga e política estadunidense (n. 1914).
  - Pierre-Paul Schweitzer, advogado e empresário francês (n. 1915).
- 1995
  - Nancy Kelly, atriz estadunidense (n. 1921).
  - Siad Barre, general e político somali (n. 1919).
  - Graham Sharp, patinador artístico britânico (n. 1917).
- 1999 — Sebastian Haffner, jornalista e historiador alemão (n. 1907).
- 2000
  - Elmo Zumwalt, almirante estadunidense (n. 1920).
  - Patrick O'Brian, escritor e tradutor anglo-irlandês (n. 1914).

### Século XXI
- 2001 — William P. Rogers, tenente, advogado e político estadunidense (n. 1913).
- 2002 — Rui Campos, futebolista brasileiro (n. 1922).
- 2004 — Mihai Ivăncescu, futebolista romeno (n. 1942).
- 2005 — Maclyn McCarty, geneticista e médico estadunidense (n. 1911).
- 2006
  - Lidia Wysocka, atriz polonesa (n. 1916).
  - Osa Massen, atriz dinamarquesa (n. 1915).
- 2007
  - Teddy Kollek, político israelense (n. 1911).
  - Sergio Jiménez, ator mexicano (n. 1937).
- 2008
  - George MacDonald Fraser, jornalista e escritor britânico (n. 1925).
  - Galyani Vadhana, princesa tailandesa (n. 1923).
- 2009 — Olgierd Zienkiewicz, matemático e engenheiro civil britânico (n. 1921).
- 2010
  - David Gerber, produtor executivo de televisão estadunidense (n. 1923).
  - David R. Ross, escritor e historiador britânico (n. 1958).
  - Deborah Howell, jornalista estadunidense (n. 1941).
  - José Maria Monteiro, ator e diretor brasileiro (n. 1923).
- 2011
  - Richard Winters, major estadunidense (n. 1918).
  - Bali Ram Bhagat, político indiano (n. 1922).
  - Pete Postlethwaite, ator britânico (n. 1946).
  - Eliseu Resende, político brasileiro (n. 1929).
  - Anne Francis, atriz estadunidense (n. 1930).
  - Jan van Beek, jornalista neerlandês (n. 1925).
  - Margot Stevenson, atriz estadunidense (n. 1912).
- 2012
  - Arend Voortman, economista e político neerlandês (n. 1930).
  - Beatriz Bandeira, escritora brasileira (n. 1909).
- 2013
  - Gerda Lerner, historiadora, escritora e acadêmica austro-estadunidense (n. 1920).
  - Ladislao Mazurkiewicz, futebolista uruguaio (n. 1945).
- 2014 — Yōko Mitsui, poetisa japonesa (n. 1936).
- 2016
  - Ardhendu Bhushan Bardhan, advogado e político indiano (n. 1924).
  - Frances Cress Welsing, psiquiatra e escritora estadunidense (n. 1935).
  - Nimr al-Nimr, líder religioso saudita (n. 1959).
  - Gisela Mota Ocampo, política mexicana (n. 1982).
- 2017 — John Berger, crítico de arte, romancista e pintor britânico (n. 1926).
- 2018 — Guida Maria, atriz portuguesa (n. 1950).
- 2019
  - Bob Einstein, ator e comediante estadunidense (n. 1942).
  - Gene Okerlund, locutor de wrestling estadunidense (n. 1942).
- 2021 — Cléber Eduardo Arado, futebolista brasileiro (n. 1972).
- 2022 — Richard Leakey, paleontólogo e político queniano (n. 1944).
- 2025 — Ágnes Keleti, ginasta olímpica húngara (n. 1921).

## Feriados e eventos cíclicos

### Outros países
- Dia aberto para visitação pública ao Palácio Imperial do Japão (Kōkyo), em Tóquio: Evento público local
- Feriado bancário na Escócia: evento local
- Dia Mundial do Introvertido

### Brasil
- Dia de luta pelos direitos dos clubes de futebol brasileiro considerados "pequenos"
- Dia do Sanitarista
- Dia do Confeiteiro e Doceiro

#### Municipais
- Aniversário do município de Capela Nova, MG

### Cristianismo
- Airaldo III de Mauriana
- Basílio de Cesareia
- Gregório de Nazianzo
- Macário de Alexandria
- Narciso, Ageu e Marcelino
- Serafim de Sarov

### Mitologia
- Dia de Inanna/Ishtar, Rainha do Céu, deusa suméria

## Outros calendários
- No calendário romano era o 4.º dia (IV) antes das nonas de janeiro.
- No calendário litúrgico tem a letra dominical B para o dia da semana.
- No calendário gregoriano a epacta do dia é xxix.